# توکیوا گوزن
توکیوا گوزن (به ژاپنی: 常盤御前 Tokiwa Gozen) یک زن در دوره هی‌آن، مادر سامورایی معروف میناموتو نو یوشی‌تسونه و همسر غیراصلی میناموتو نو یوشیتومو رهبر خاندان کاواچی گنجی بود. وی و یوشیموتو سه پسر داشتند که یوشی‌تسونه کوچکترین آنها بود. توکیوا پس از کشته شدن شوهرش یوشیموتو، در عوض تضمین امنیت خانواده اش حاضر شد همسر غیراصلی تایرا نو کیوموری شود. بنا بر برخی از روایت‌ها این دو نیز دارای یک دختر بودند. بعد از ترک کیوموری وی با ایچیجو ناگاناری ازدواج کرد.